# Pseudomys delicatulus
Pseudomys delicatulus є видом гризунів родини Muridae. Народ Кунвінджку із західної землі Арнем називає це маленьке створіння кійбук. Він зустрічається в Західній Австралії, Північній території, Квінсленді, Новому Південному Уельсі та Папуа-Новій Гвінеї.

## Морфологічна характеристика
З довжиною голови й тіла від 55 до 75 мм, довжиною хвоста від 55 до 80 мм і вагою від 6 до 15 грамів цей вид є одним із найменших представників свого роду. Має задні лапи довжиною від 14 до 19 мм і вуха довжиною від 10 до 12 мм. Зверху хутро від жовто-бурого до сіро-коричневого кольору. Межа від кремового до білого нижнього боку чітка.

## Спосіб життя
Ця миша риє більш-менш складну систему тунелів, у яких вона відпочиває протягом дня. Іноді в одній норі може залишатися до чотирьох екземплярів. Вночі вид шукає їжу на землі, яка складається переважно з насіння трав та інших рослин. Крім того, їдять плоди, листя, стебла трав і безхребетних.